# Propan-2-yl

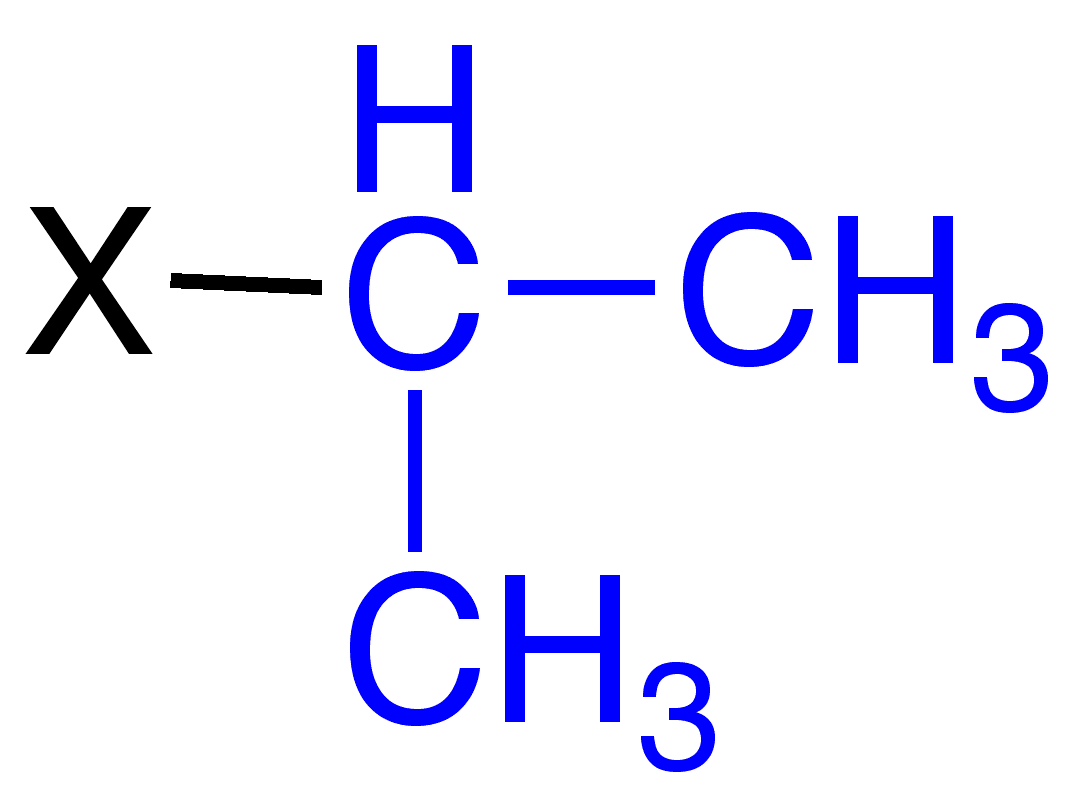
isopropyl skupina

Isopropyl (též izopropyl, systematický název propan-2-yl, dříve také 2-propyl) je uhlovodíková funkční skupina odvozená od propanu odejmutím vodíku navázaného na prostřední (druhý) atom uhlíku. Odejmutím z okrajového (prvního) uhlíku vznikne propyl (n-propyl).
Vzhledem k rozvětvení řetězce by se skupina dala považovat za sekundární propyl (sek-propyl), tento název se však prakticky nepoužívá.
Formálně je isopropylová skupina obsažena například v aminokyselině valinu.

## Příklady sloučenin
- 2-fluorpropan
- 2-chlorpropan

- propan-2-ol